# Offiziere (1986)
Der Fernsehfilm Offiziere wurde 1985/1986 durch das Fernsehen der DDR hergestellt. Es zeigt die Beziehung zwischen zwei Freunden, die in einem Panzerbataillon der Nationalen Volksarmee (NVA) ihren Wehrdienst als Berufssoldaten leisten. Ihre Freundschaft wird durch eine Entscheidung der Militärführung stark belastet. Anfänglich freuen sich die beiden Freunde auf ihre Zusammenarbeit, die allerdings bald durch unterschiedlichen Auffassungen der beiden eskaliert, die Freundschaft erschüttert und beide vor ungeahnte Herausforderungen stellt.

## Handlung
Oberstleutnant Leska führt in einem Manöver sein Bataillon taktisch souverän und wird für seine rasche Entscheidung von Divisionskommandeur Meißner gelobt. Oberstleutnant Petruschek greift bei einem Gespräch mit Leska einer Entscheidung vorweg, die mit der Militärführung nicht abgestimmt ist, und stellt ihm einen Dienstposten innerhalb des Regimentes – nämlich Leiter der Ausbildung – in Aussicht. Mit dieser frohen Nachricht meldet sich Leska in den Urlaub ab. Währenddessen wird durch Militärführung jedoch entschieden, dass Major Helbig, ein guter Freund Leskas, den Dienstposten als Leiter der Ausbildung besetzt. Während des Urlaubs bekommen Leskas unerwartet Besuch von Helbig, der dort dann auch von seinem neuen Dienstposten berichtet. Im Rahmen eines Regimentsappells wird die Neubesetzung des Dienstpostens offiziell durch den Kommandeur bestätigt. Die beiden Freunde werden durch den Regimentsstab zur Zusammenarbeit verpflichtet. Beide freuen sich über die Herausforderung, aber es stellen sich alsbald unterschiedliche Ansichten heraus: Leska ist ein praxiserfahrener Bataillonskommandeur, Helbig Absolvent der Militärakademie in Moskau. Die Probleme beginnen mit Unteroffizier Schaffer und seiner Panzermannschaft. Er bekommt seit Wochen keine Post mehr von seiner Freundin, was ihn im Dienst beschäftigt und ablenkt. Auch ein neu zugeteilter Zugführer, Leutnant Schneider, der alle zu Höchstleistungen antreiben will, bewirkt, das sich Fehler zeigen, die nicht konform mit der Ausbildung stehen. So wird die „beste Panzerbesatzung“ des Bataillons durch Helbig bei einer Simulatorausbildung beobachtet und entsprechend gemaßregelt. Diese Fehler kreidet Helbig seinem Freund an, was die Freundschaft erneut belastet. Bei einer Übung zur Gewässerdurchquerung befiehlt der Divisionskommandeur für das vorletzte Fahrzeug, den Panzer von Schaffer, Motorausfall im Gewässer. Der Panzer steht dabei unter Wasser, dabei dringt Wasser in den Kampfraum ein, das langsam steigt. Die Stimmung im Panzer ist bedrückend und die Besatzung hofft, dass sie schnell geborgen wird. Leska übernimmt die Bergungsleitung und setzt den Bergepanzer in Marsch. Dies erhellt die Stimmung der Besatzung. In den Unterwasseraufnahmen wird ersichtlich, dass die Bergeschleppen von Tauchern angeschlagen werden müssen (Real wird die Verbindung in der Schäkelvorrichtung des RuS-Bootes hergestellt. Der Taucher prüft die Lage der Seile im Schäkel.) – also anders als bei der Bundeswehr. Nach der Übung stellt Leska Schaffer zu Rede: in diesem Gespräch vertraut Schaffer ihm das Problem seiner Freundin an. Darauf ermöglicht Leska ihm zur Aussprache über Schaffers Kompaniechef Urlaub. Helbig, in der Nähe des Bahnhofs, wird Zeuge bei einem Unfall, bei dem Schaffer angefahren wird. Helbig meldet das weiter an Leska, der seinem Freund erklärt, dass Schaffer Liebeskummer hätte. Schaffer bleibt einstweilen mit einem Schock im Krankenhaus zur weiteren Beobachtung. Zu der Einführung des T-72 hält Helbig einen Unterricht vor den Einheitsführern des Regimentes und erklärt die Vorzüge des neuen Gefechtsfahrzeuges. Helbig soll die Umschulung übernehmen und die erste umzustellende Einheit ist das Bataillon Leska. Petruschek schwört Helbig und Leska darauf ein, dass es an beiden hängt, wie schnell das Bataillon einsatzbereit wird. Bereits bei der Absprache über den Ablauf der Umschulung, werden die entgegengesetzte Ansichten der beiden sichtbar. Bei den Schießübungen fällt Petruschek auf, dass die Ausbildung nicht rund läuft und befiehlt Helbig und Leska in sein Dienstzimmer. Helbig gibt seinen Fehler zu und stellt sich in die Verantwortung. Petruschek sagt beiden seine Beobachtung: „Ihr arbeitet nicht zusammen, sondern gegeneinander!“. Beide haben ab diesem Tag drei Wochen Zeit, um die Defizite in der Ausbildung bis zur Regimentsübung mit den neuen Fahrzeugen, zum Erfolg zu führen. Die Übung wird erfolgreich abgeschlossen, damit ist auch die Freundschaft zwischen beiden wieder hergestellt.

## Militärische Fahrzeuge und Material
Zu Beginn sieht man T-55 Panzer der NVA bei einem Gewässerübergang, davon ist ein T-55 mit Minenräumwalzen ausgerüstet, um eine minenfreie Fahrgasse für nachfolgende Panzer zu schaffen. Des Weiteren sieht man den UAZ-469. Zu sehen ist auch ein Brückenlegepanzer BLP 72. Bei einem Gewässerübergang wird durch die Manöverleitung ein Motorausfall simuliert und der Panzer wird durch einen Bergepanzer T-55T geborgen. Für den Bergevorgang werden Taucher benötigt. Das wird im Film durch die Unterwasseraufnahmen verballhornt. In der Elbe ist die Sichtweite sehr gering und die Strömung so stark, dass sich der Taucher stets festhalten müsste. Bei der Bergung prüft der Pioniertaucher ausschließlich die Lage der Ösen im Verbindungsschäkel, damit bei Zugbelastung der Schäkel nicht auseinandergezogen wird. Die Schäkelverbindung wird auf dem RuS-Boot in einer dafür vorgesehenen Halterung vorgenommen. Die Soldaten dafür, wurden durch die Einheit gestellt, welche die Übung fährt (genauso wie den Funker). Später wird die Einheit auf den T-72 umgerüstet.
Gedreht wurde 1985 u. a. an der Elbe (Kehnert) und in der Ernst-Moritz-Arndt-Kaserne in Hagenow (Sportplatz, Sturmbahn, KDL, Stabsgebäude etc.), Bahnhofsvorplatz in Königs Wusterhausen und Straußseefähre in Strausberg.

## Produktionsstab
- Autor/Szenarium: Eva Stein
- Dramaturgie: Hans-Jürgen Faschina
- Szenenbild: Dietrich Singer
- Kostüme: Karsten Merz/Gundolf Foitzik
- Musik: Conrad Aust
- Kamera: Walter Laaß
- Unterwasserkamera: Till Ludwig
- Spezialaufnahmen: Peter Grätz
- Aufnahmeleitung: Thomas Hund/Martin Schlemminger/Sabine Brand
- Produktionsleitung: Lutz Clasen
- Regie-Assistenz: Gabriele Schulz/Ulrike Gentz
- Drehbuch und Regie: Hans Werner